# Kaizoku Sentai Gokaiger the Movie: The Flying Ghost Ship
Pour plus de détails, voir Fiche technique et Distribution.
Kaizoku Sentai Gokaiger the Movie: The Flying Ghost Ship (海賊戦隊ゴーカイジャーTHE MOVIE 空飛ぶ幽霊船, Kaizoku Sentai Gōkaijā Za Mūbī Sora Tobu Yūreisen) est un film japonais réalisé par Katsuya Watanabe, sorti en 2011. Le film est tiré de la série télévisée Kaizoku Sentai Gokaiger.
Ce moyen métrage a été présenté en salles en double programme avec Kamen Rider OOO Wonderful: The Shogun and the 21 Core Medals en version 2D et en relief.

## Synopsis
Un matin, Gai Ikari voit le ciel s'assombrir et un vaisseau volant en sortir. Il se transforme en Gokai Silver et part enquêter.

## Fiche technique
- Titre : Kaizoku Sentai Gokaiger the Movie: The Flying Ghost Ship
- Titre original : 海賊戦隊ゴーカイジャーTHE MOVIE 空飛ぶ幽霊船 (Kaizoku Sentai Gōkaijā Za Mūbī Sora Tobu Yūreisen)
- Réalisation : Katsuya Watanabe
- Scénario : Naruhisa Arakawa
- Musique : Kōsuke Yamashita
- Société de production : ADK, Bandai, TV Asahi et Tōei
- Pays :  Japon
- Genre : Action, aventure et science-fiction
- Durée : 31 minutes
- Dates de sortie : 
  -  Japon : 6 août 2011

## Distribution
- Ryōta Ozawa : Captain Marvelous / Gokai Red
- Yuki Yamada : Joe Gibken / Gokai Blue
- Mao Ichimichi : Luka Millfy / Gokai Yellow
- Kazuki Shimizu : Don Dogoier / Gokai Green
- Yui Koike : Ahim de Famille / Gokai Pink
- Junya Ikeda : Gai Ikari / Gokai Silver
- Yukari Tamura : Navi (voix)
- Kenji Utsumi : Los Dark (voix)
- Ryūsei Nakao : Agent Abrella (voix)
- Hirofumi Nojima : Warz Gill (voix)
- Ichirō Nagai : Baseball Mask (voix)
- Isao Sasaki : Gatsun (voix)
- Mitsuko Horie : Beron (voix)
- Tsuyoshi Matsubara : Pachin (voix)
- Rina Aizawa : Saki Royama / Go-on Yellow
- Yumi Sugimoto : Miu Suto / Go-on Silver
- Nao Oikawa : Kegalesia
- Kikuko Inoue : Insarn
- Kōji Ishii : Damaras
- Gaku Shindo : Baizorg